# Leauț
Leauț – wieś w Rumunii, w okręgu Hunedoara, w gminie Tomești. W 2011 roku liczyła 73 mieszkańców.